# Dům U Tří divých mužů

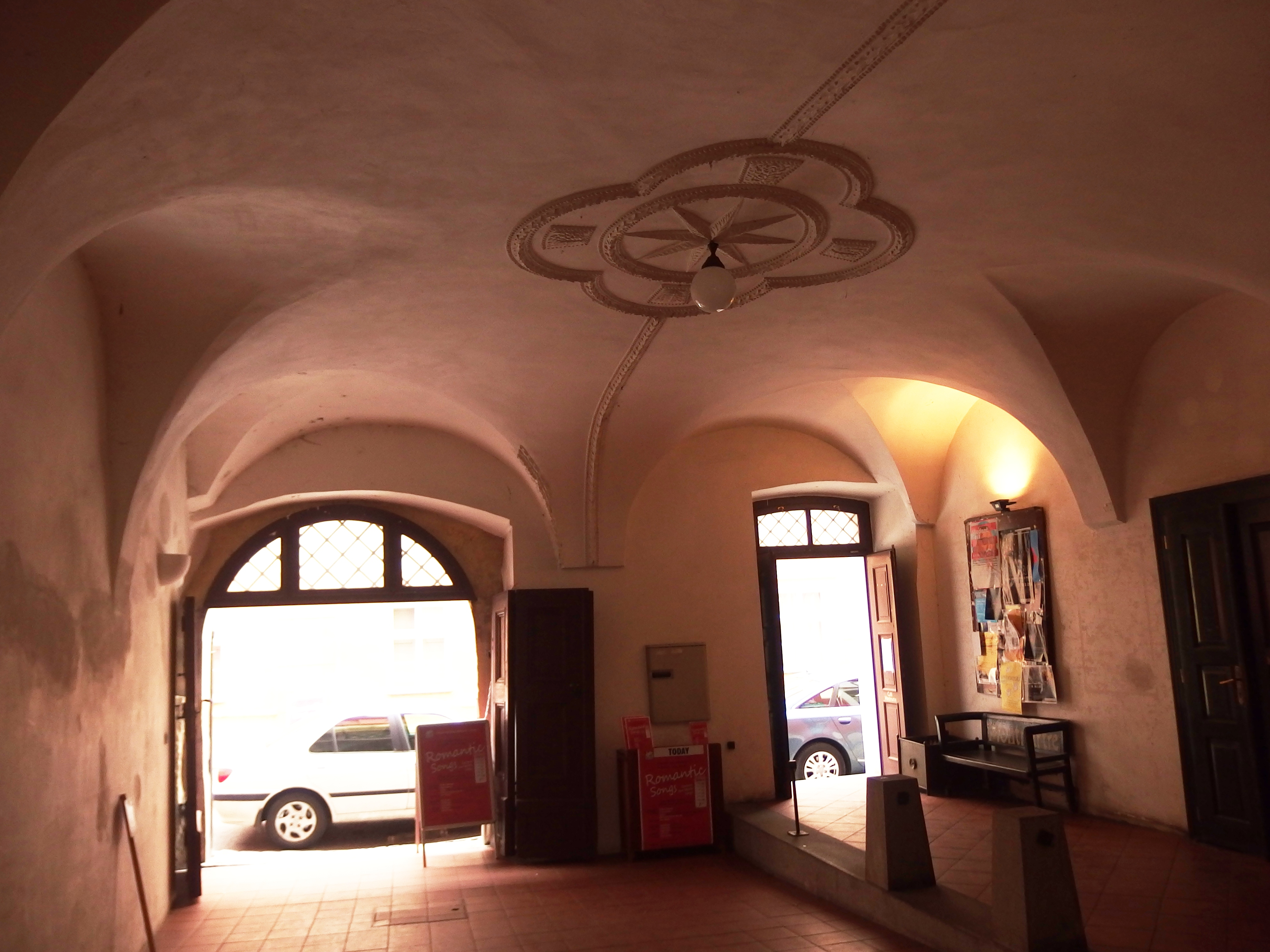
Praha, dům U Tří divých mužů, mázhaus

Dům u tří divých mužů nebo též Šandovský dům se nachází v Praze, v Řetězové ulici na Starém Městě a lze ho zařadit mezi klasické pražské šantány. Na původně barokních sklepích vznikla přestavbou v roce 1811 klasicistní třípatrová budova s lichoběžníkovým dvorkem. Šestiosé průčelí má nepravidelně rozmístěná okna, při východní straně obíhá podklenutá pavlač, místnosti jsou pak zaklenuté klenbou valenou. Z průjezdu vede do pater dvouramenné schodiště, zaklenuté nepravidelnou oválnou klenbou.

## Historie
Tento původně měšťanský dům vznikl na parcelách, dvou předtím zde stojících, gotických objektů. Později byl renesančně přestavěn a stavební úpravy prodělal i v době baroka a klasicismu.
Dne 16. listopadu 1898 se zde v rodině řezbáře narodil význačný český malíř Jan Bauch.
V roce 1911 zřídil Josef Waltner z někdejšího podniku nevalné úrovně a pověsti, jménem Olympie, kabaret a kavárnu s tančírnou. Nový podnik dostal název Montmartre a rychle vstoupil do povědomí všech přátel veselých nočních zábav, hlavně z řad umělců, literátů, malířů a hudebníků.
Mezi štamgasty patřili E. E. Kisch, František Kysela, Jaroslav Hašek a Eduard Bass.
Vnitřní dispozicí byl podnik rozdělen do několika místností a vyzdoben pracemi Františka Kysely a Vratislava Huga Brunnera. Všemu vévodil velký obraz Sedmero hlavních hříchů člověka právě od Brunnera, malovaný přímo na omítku taneční síně. Sedm alegorických postav zde představovalo sedm základních hříchů. Dílo přitom vzniklo ve dvou dnech, vymalování jedné postavy trvalo mistrovi pouhý 2 hodiny. Výjev je dnes ještě, alespoň zčásti, zachován pod vrstvami pozdějších vápenných nátěrů. Vchod do další, menší místnosti vyzdobené kubistickými malbami a nazývané „Chat noir“ zase střežil černý naježený kocour. Zde byl prostor tlumeně nasvícen narůžovělým světlem a sedávat tu směli pouze stálí hosté podniku.

## Mytologická pověst
Dům dostal své jméno podle známé historky, popisované Jakubem Malým z roku 1791, kdy majitelkou domu byla Barbora Puchlová. Tehdy za velkého zájmu veřejnosti vystupovali spolu se svým impresáriem, jistým Angličanem, tři zaručeně praví lidožrouti mluvící neznámou řečí, skládající se povětšinou z různých skřeků. Tito divoši nejprve na počátku svého představení obětovali u improvizovaného totemu černého kohouta.
Představení bylo velkolepé: divoši s rudou kůží, jen v kožených sukénkách a čelenkách z peří, divoce tančili a křepčili, vyskakovali do výšky, vykřikovali podivné věci, a dokonce před užaslými diváky trhali živé holuby a jedli syrové maso.
O exotické podívané se mluvilo po celé Praze, a tak anglický impresário za jeden měsíc nasbíral pěkný balík peněz. Také jeden sedlák z jižních Čech, který zrovna přijel do metropole vyřídit nějaké věci, zatoužil spatřit záhadné divé muže na vlastní oči.
Přišel tedy na představení do domu v Řetězové ulici, usadil se na lavici a nevěřícně sledoval netradiční a velkolepou show. Na divoších se mu ale pořád něco nezdálo. Až se mu v hlavě najednou rozsvítilo a zvolal na celý sál: „Franto, Lojzo, Vincku! Kdepak se tu berete?“
V první chvíli diví muži jako by zkameněli a nevěděli, co dělat. Pak ale pokračovali v tanci jako by nic. Chytrý sedlák se ale nenechal napálit. Pořád a pořád volal na celý sál: „Lidičky, já tyhle divochy znám už dávno, vždyť to jsou přece přestrojení pacholci od nás ze dvora z jižních Čech!“
Poté, co se zpráva o podvodnících druhý den rozkřikla po okolí, začal se o celou situaci zajímat městský úřad. To už ale byl impresário, jeho divoši i balík peněz dávno pryč.
Zůstalo jen oklamané obecenstvo a jméno domu k všeobecnému posměchu. Obyvatelstvo domu se však s tímto pojmenováním natolik smířilo, že dokonce vymalované „divochy“ pověsili na průčelí domu, jako domovní znamení. Jednoho z divochů čas z omítky vymazal, takže byli k vidění pouze dva.
30. léta 20. století
Zánik podniku nastal v polovině 30. let 20. století, kdy mezi návštěvníky začali převažovat snobové a zvědavci.
Dům byl dlouho opuštěný a léta sloužil jako sklad.

## Současnost
Dnes je v domě „U tří divochů“ kavárna, kde se konají nejrůznější přednášky a akce.